# Батиїв
Бати́їв — село в Україні, у Шептицькому районі Львівської області. Населення становило 250 осіб станом на 2021 рік.

## Історія
19 травня 1423 року князь Земовит IV подарував село костьолу в Лопатині, село переводилось на тевтонське право.
За радянських часів село мало назву Грушки.

## Відомі люди
- Писанюк Лука Володимирович — підполковник Армії УНР.